# 블라디메르 찬투리아
블라디메르 찬투리아(조지아어: ვლადიმერ ჭანტურია, 1978년 7월 1일~)는 조지아의 전직 권투 선수이다. 그는 2000년 하계 올림픽에서 남자 헤비급 동메달을 획득했다.